# Integralmesser

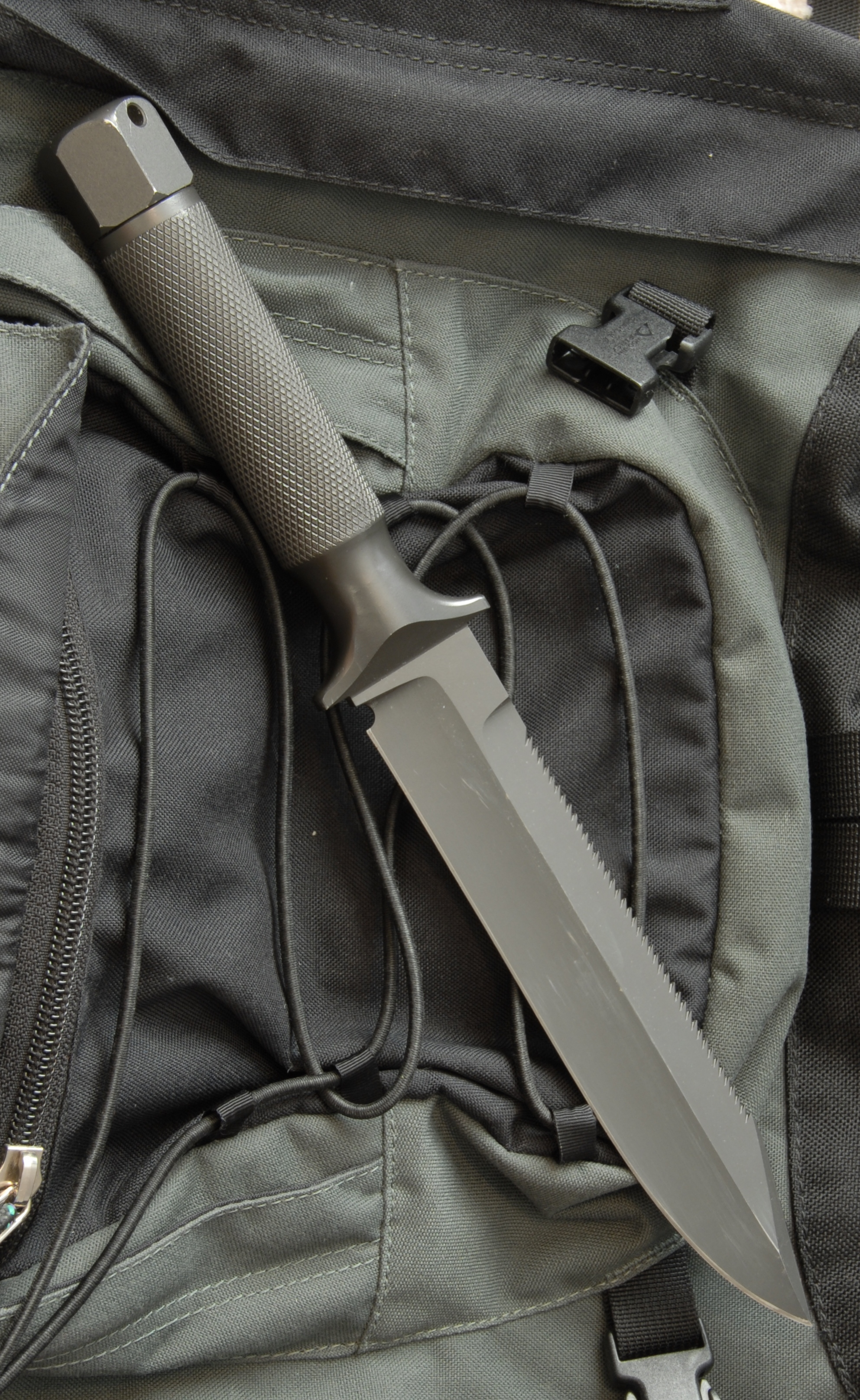
Integralmesser

Als Integralmesser bezeichnet man ein in einer speziellen Herstellungsweise gefertigtes Messer. 

## Herstellung
Das gesamte Messer, d. h. Klinge, Handschutz, Erl und Knauf werden aus einem Stück Metall (in der Regel Stahl) geschmiedet. Nur die in den Griff eingearbeiteten Griffschalen können aus einem anderen Material (zumeist Holz, Horn oder Kunststoff) angefertigt sein und werden nach Abschluss des Schmiedens dem Messer hinzugefügt. Die Herstellung aus einem Stück macht das Messer insgesamt viel robuster als ein vergleichbares Messer, das aus verschiedenen Teilen zusammengesetzt wurde.